# Mörkare
Mörkare è il quinto album in studio della cantante svedese Slowgold, pubblicato il 23 febbraio 2018 su etichetta discografica Playground Music Scandinavia.
Nel 2019 il disco ha fruttato alla cantante un premio Grammis, il principale riconoscimento musicale svedese, nella categoria Cantautore dell'anno.

## Tracce
1. Verklighet – 4:42
2. Mörkare – 4:02
3. Mycket bättre – 3:06
4. Natten – 3:12
5. Vad är kärlek – 2:27
6. Ta mig hem – 2:34
7. Likgiltighet – 2:38
8. Minnen – 5:01
9. Mod – 2:57

## Classifiche
| Classifica (2018) | Posizione massima |
| ----------------- | ----------------- |
| Svezia            | 12                |